# 旺特日
旺特日（法語：Venteuges，法語發音：[vɑ̃tœʒ]）是法国上卢瓦尔省的一个市镇，位于该省西南部，属于布里尤德区。

## 地理
旺特日（44°59'4"N, 3°29'51"E）面积39.35 平方千米，位于法国奥弗涅-罗讷-阿尔卑斯大区上盧瓦爾省，该省份为法国中南部省份，北起多姆山省和卢瓦尔省，西接康塔爾省，南至洛泽尔省，东临阿尔代什省。
与旺特日接壤的市镇（或旧市镇、城区）包括：拉贝塞尔圣马里、沙赖、沙泽勒、屈贝勒、代日、佩布拉克、索格。
旺特日的时区为UTC+01:00、UTC+02:00（夏令时）。

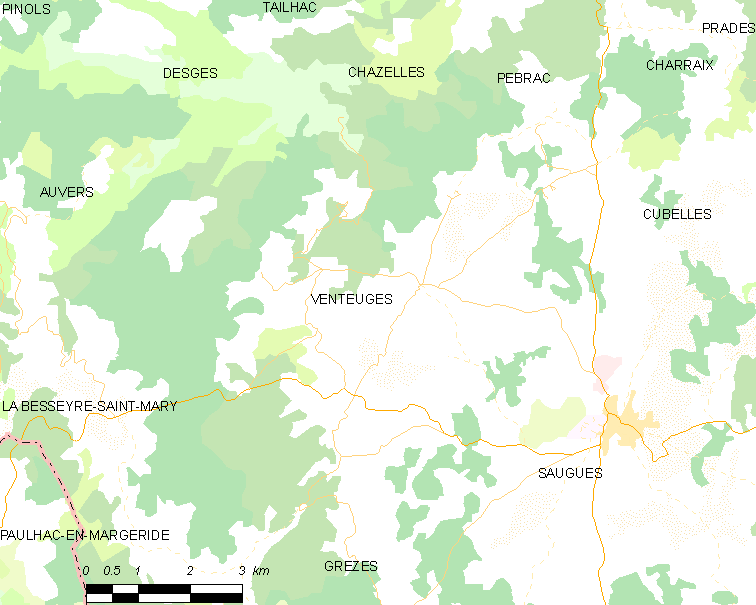
旺特日的OSM定位图

## 行政
旺特日的邮政编码为43170，INSEE市镇编码为43256。

## 政治
旺特日所属的省级选区为阿列峡-热沃当县。

## 交通
上卢瓦尔省省道D32线和D323线在市中心交汇，D335线和D589线经过境内南部。

## 人口

1962-2008年间旺特日人口变化图示

旺特日于2022年1月1日时的人口数量为341人。